# 鄔兆邦
鄔兆邦（1980年3月16日—）出生於臺灣高雄，曾經使用藝名兆邦、郭健一，臺語、國語流行音樂歌手，現為信吉衛星電視台節目主持人、歌唱節目嘉賓，以及於廟會等活動演出。也曾當過類戲劇演員。

## 經歷
鄔兆邦，1980年3月16日出生於臺灣高雄，曾參加21世紀新人歌唱排行榜兒童組比賽，於第14關時被陳淑萍打敗，未過關。1998年以兆邦藝名發行第一張國語專輯《愛妳我認了》，後沉寂多年未發行新專輯。2008年在華特國際音樂以郭健一藝名發行與蕭玉芬對唱的臺語專輯《天主意》，之後加盟豪記唱片發行多張臺語專輯，並於信吉衛星電視台擔任歌唱節目與電視購物主持人。

## 音樂作品

### 國語專輯，以兆邦發行
| 專輯名稱       | 唱片公司 | 發行日期 | 曲目 |
| 《愛妳我認了》 | 三耀唱片 | 1998年   | 曲目 1. 愛妳我認了 2. 你讓我的淚流進耳朵 3. 摸到天堂 4. 軌道 5. 就是你 6. 忘忘忘 7. 痛哭我的愛 8. 嘟嘟嘟嘟 9. 活著去愛你 10. 少年 |

### 臺語專輯，以郭健一發行
| 專輯名稱                 | 唱片公司     | 發行日期      | 曲目 |
| 《天主意》（ft. 蕭玉芬） | 華特國際音樂 | 2008年3月31日 | 曲目 1. 天主意 2. 雪中紅玫瑰 3. 愛你尚深的人 4. 茫茫純情夢 5. 永遠愛著你 6. 痴情換無情 7. 往事放水流 8. 失落的夢 9. 風過雨無停 10. 一生只愛你                             |
| 《愛你不應該》           | 華特國際音樂 | 2009年7月8日  | 曲目 1. 愛你不應該 2. 孤單的夜 3. 一場夢 4. 心肝跟行 5. 成功的鎖匙 6. 痴情憨人 7. 異鄉的我 8. 惜別的情話 9. 痴情的男兒 10. 無怨無悔 11. 心愛的只愛你一人 12. 阮的心只有你 |
| 《夢中情》               | 華特國際音樂 | 2010年5月6日  | 曲目 1. 夢中情 2. 今夜的酒場 3. 想你到深更 4. 愛的力量 5. 愛了太糊塗 6. 今夜乎我醉 7. 傷我這重 8. 強求的愛 9. 雨綿綿情也綿綿 10. 走味舞步 11. 明日天涯12. 愛你惜命命      |
| 《甲天花》               | 華特國際音樂 | 2011年6月2日  | 曲目 1. 甲天花 2. 紡見的鎖匙 3. 你是我一生的創傷 4. 小雨情 5. 月娘祝福 6. 孤夜天星 7. 情深深 8. 心落雪 9. 乎你我的生命                                                    |

### 臺語專輯，以鄔兆邦發行
| 專輯名稱         | 唱片公司   | 發行日期       | 曲目 |
| 《靠岸》         | 美樂帝音樂 | 2013年4月1日   | 曲目 1. 變心的心肝 2. 傷心酒 3. 幸福千萬年 4. 傷心無人管 5. 傷心雨 6. 青春 7. 靠岸 8. 有你就有我 9. 雨來了                                           |
| 《風雨情路》     | 豪記唱片   | 2018年12月28日 | 曲目 1. 出頭天 2. 風雨情路（ft. 喬幼） 3. 愛著啊（ft. 喬幼） 4. 雨落袂停 5. 不需要勉強 6. 男人的心聲 7. 人生若沒你 8. 一直為你等                     |
| 《人情留一線》   | 豪記唱片   | 2020年1月14日  | 曲目 1. 相思啊相思（ft. 喬幼） 2. 人情留一線（ft. 喬幼） 3. 惜花夢 4. 一心只有你 5. 不曾離開 6. 雪之櫻 7. 原味 8. 情路變糊塗                         |
| 《九份情歌》     | 豪記唱片   | 2021年3月11日  | 曲目 1. 九份情歌 2. 一生憨一回（ft. 陳淑萍） 3. 難忘的月娘 4. 痴情這兩字 5. 天涯共明月 6. 含慢不是憨 7. 為你心牽掛 8. 痛苦放心內                     |
| 《草螟仔弄春風》 | 豪記唱片   | 2022年4月22日  | 曲目 1. 草螟仔弄春風（ft. 唐儷） 2. 雪花淚（ft. 唐儷） 3. 我太愛你 4. 燒酒解憂愁 5. 望你這拵 6. 心受傷 7. 再會啦心愛的 8. 感情無同路                 |
| 《相逢的列車》   | 豪記唱片   | 2023年7月14日  | 曲目 1. 有一種愛 2. 相逢的列車（ft. 林良歡） 3. 金交椅（ft. 陳思安） 4. 無彩我的愛 5. 化妝 6. 櫻花戀 7. 紅顏女人香 8. 愛你甘是折磨                   |
| 《烘爐配茶壺》   | 豪記唱片   | 2024年10月8日  | 曲目 1. 鐵算盤 2. 烘爐配茶壺（ft. 蕭玉芬） 3. 用淚交杯（ft. 蕭玉芬） 4. 兄弟做陣拼（ft. 柯俊傑） 5. 半醉半糊塗 6. 無講再會的再會 7. 一杯淚 8. 剩孤單 |

## 外部連結
- 鄔兆邦 - 魅力阿邦的Facebook專頁
- YouTube上的鄔兆邦 豪記官方專屬頻道 頻道